# Roberto Montenegro
Roberto Montenegro Nervo (Guadalajara, Jalisco, 19 de febrero de 1881-Morelia, 13 de octubre de 1968) fue un pintor, litógrafo y escenógrafo, hijo del coronel Ignacio Luis Montenegro y de María Nervo (tía de Amado Nervo). Fue un precursor y protagonista del arte contemporáneo de México y difusor del arte y la cultura mexicana en el extranjero.

## Estudios y primeros años
A temprana edad comienza a ilustrar los números de la Revista Moderna de México, publicación del modernismo de esa época. Entre 1904 y 1905 estudió con Félix Bernardelli, artista brasileño radicado en Guadalajara. Posteriormente ingresó a la Academia de San Carlos o Escuela de Bellas Artes de México, donde estudió con Antonio Fabres, Germán Gedovius, Leandro Izaguirre y Mateo Herrera.
Durante su estancia en la capital mexicana entabló amistad con Diego Rivera, Jorge Enciso y José Juan Tablada, quien lo influye en el arte japonés. Obtuvo una beca de la Secretaría de Instrucción Pública para estudiar en Europa en 1906. Una vez en Europa estudió pintura en París durante dos años, bajo la guía de Colín Cowrstous y Hermenegildo Anglada Camarasa.
Entre 1910 y 1912 regresó a México pero regresó a Europa, ya sin beca del gobierno, para seguir con su formación artística. Su principal desarrollo estilístico personal se dio durante su estancia en Pollensa, Mallorca, a donde debió irse al inicio de la Primera Guerra Mundial, en 1914. Estuvo en las Baleares hasta 1919 y ahí fue donde realizó su primer mural titulado: "Alegoría de las Baleares" en el Círculo Mallorquín.

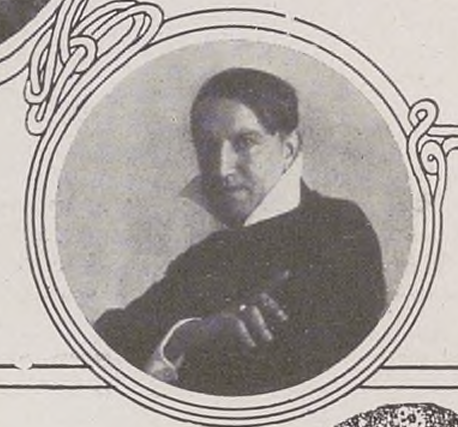
Roberto Montenegro en la revista argentina Plus Ultra de febrero de 1918.

Sobre su estancia en Mallorca escribió en sus memorias "Planos en el tiempo": "Cuatro años en ese paraíso (...) se fueron de prisa (...) con amigos y compañeros que participaban de aquellas maravillosas horas".

## Exposiciones

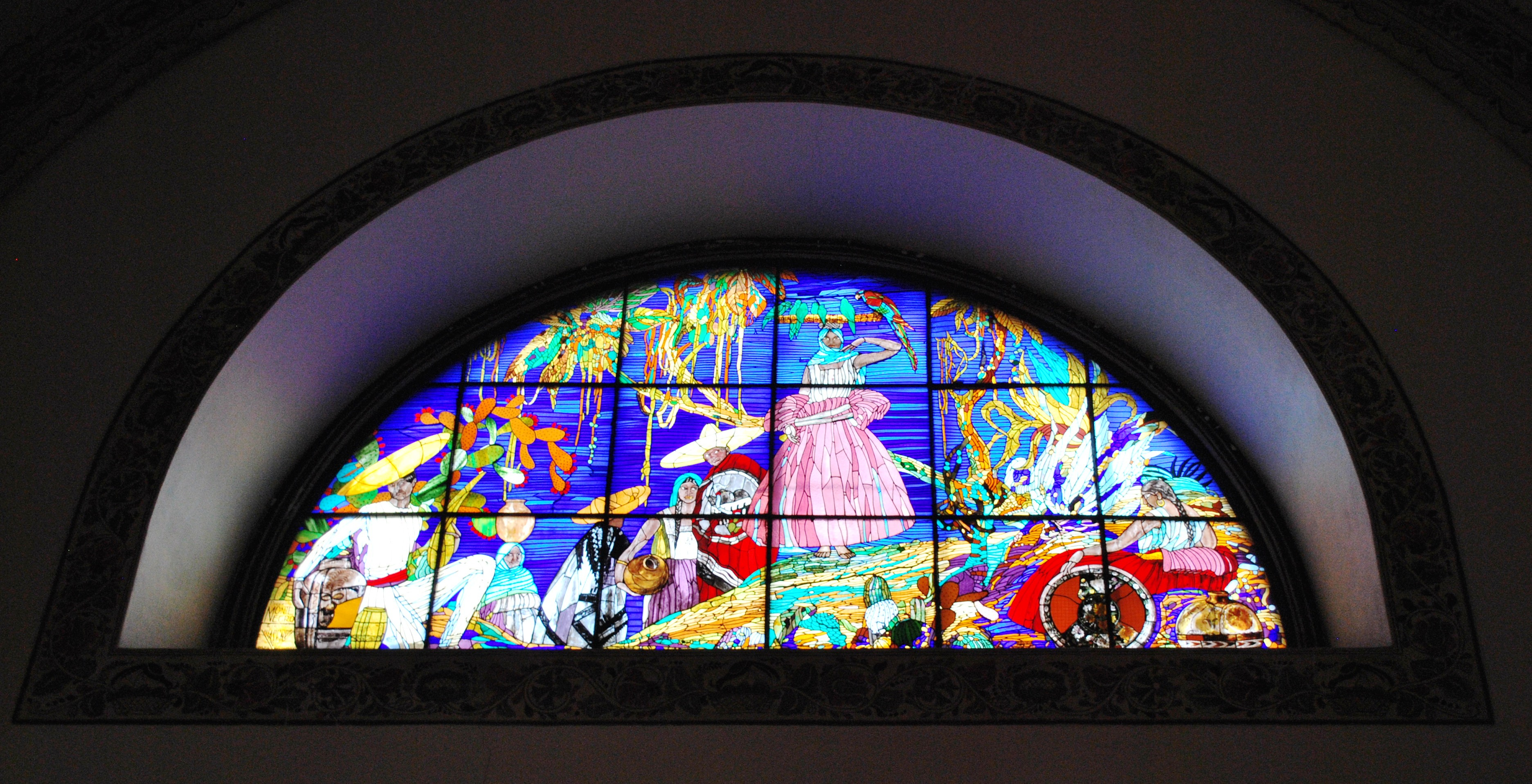
Vendedora de Pericos en el Museo de la Luz en el Centro Histórico de la Ciudad de México, vitral diseñado por Roberto Montenegro y Xavier Guerrero en 1920.

Montenegro expuso en los salones de Los Artistas Franceses y en el Salón de Otoño donde expuso un cuadro titulado: Las Flores. En este viaje visitó Londres e Italia. Regresó a México en 1910 durante la época de la Revolución mexicana. En Guadalajara contactó con el Círculo Artístico fundado por Gerardo Murillo, Dr. Atl. Una vez en Guadalajara llevó a cabo dos exposiciones con bastante éxito, en 1913 salió nuevamente a Europa donde permaneció durante seis años, tiempo en el que absorbió nuevas orientaciones de las escuelas modernas de Picasso y Juan Triso.
En París asistió a la escuela de Bellas Artes, colaboró con Rubén Darío en la Revista Mundial. Al comienzo de la Primera Guerra Mundial decidió radicar en la isla de Mallorca con Antonio de la Gándara, siguiendo a su maestro Anglada. En su nuevo hogar expuso varias veces su obra y trabajó en el decorado mural del Casino de Palma y otros edificios públicos.
A principios de 1917 sus ilustraciones decoraron una edición infantil de la Lámpara de Aladino publicada en Barcelona. Un año después expone su trabajo en Madrid y para 1919 se editó en Londres el álbum de dibujos Vaslav Nijinsky, an interpretation in black, white and gold. En 1920 durante el gobierno de Venustiano Carranza trabajó en la decoración del Teatro Nacional y diseñó la escenografía de la revista musical Desde la Luna inspirado en el Art Nouveau.
Su amistad con José Vasconcelos, fue de importancia en el desarrollo de su obra, lo acompañó en la búsqueda de apoyos para la creación de la Secretaría de Educación, viajó a Oaxaca con Gabriel Fernández Ledesma para obtener información sobre artes populares e inició su interés por ellas. Al siguiente año fue nombrado jefe del Departamento de Artes Plásticas de la Secretaría de Educación Pública y organizó una exposición de arte popular que inauguró el general Álvaro Obregón, posteriormente expuso por primera vez en México e inició la decoración mural de la ex iglesia de San Pedro y San Pablo, junto con Jorge Enciso. En esta época diseña los vitrales El jarabe tapatío y La vendedora de pericos.

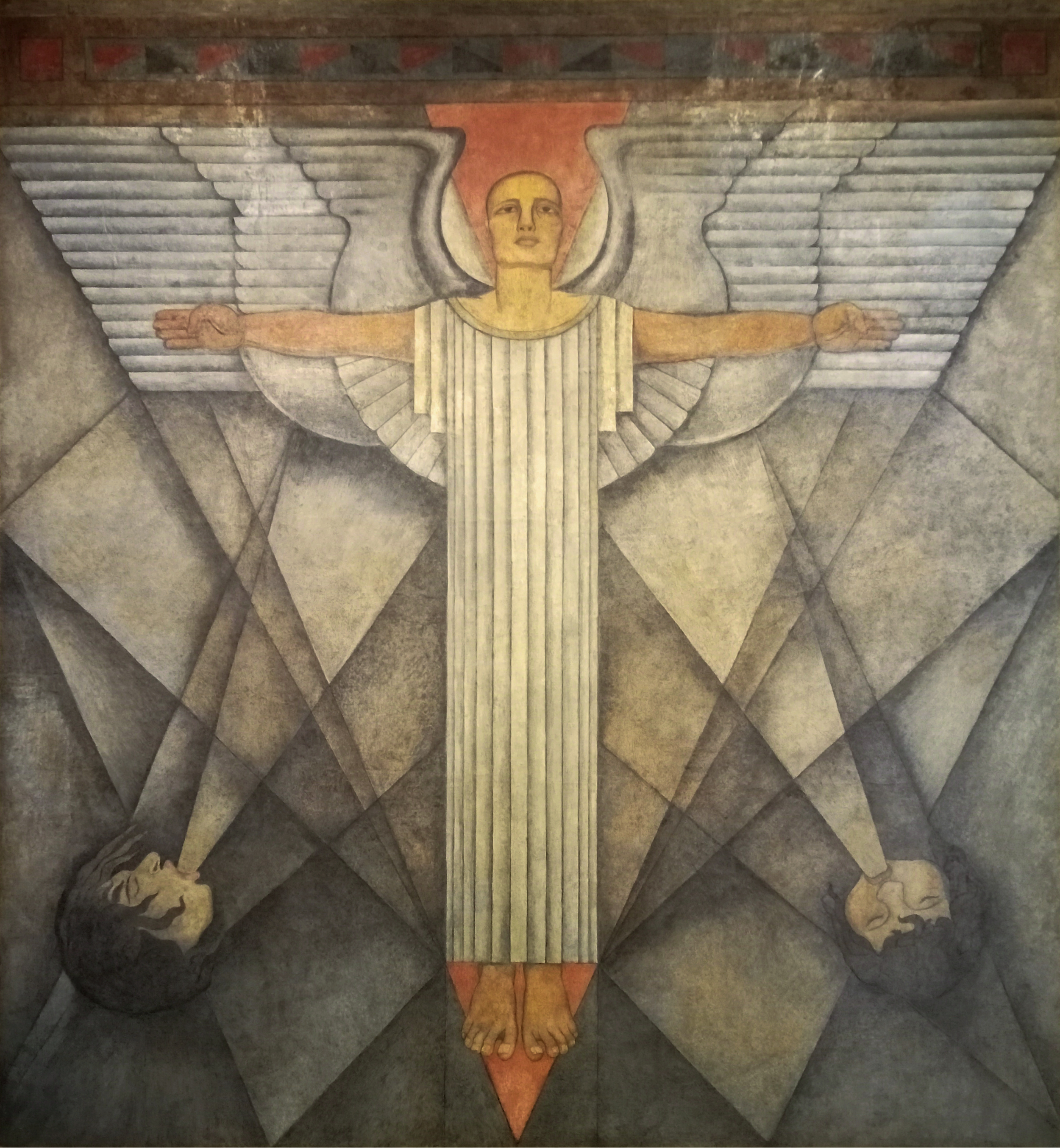
Alegoría del viento, el único mural que actualmente sobrevive de los realizados en el antiguo Colegio de San Pedro y San Pablo.

En 1922 se le encarga decorar el Pabellón Mexicano en la ciudad de Río de Janeiro, ese mismo año, Montenegro inicia La Fiesta de la Santa Cruz. Entre 1923 y 1933 ilustra el libro; Taxco, el mural; La historia y el cuento (también conocido como La lámpara de Aladino), también publicó Máscaras mexicanas, Veinte dibujos de Taxco, Pintura mexicana 1800-1860, diseñó las escenografías del Teatro de Ulises y pintó al fresco los dos muros laterales del cubo de la escalera del antiguo Colegio de San Pedro y San Pablo y ese mismo año pintó en el Bar Papillon el tema de La feniche compartiendo los muros con Federico Cantú en Vida y muerte de Arlequin.
En 1934 fue nombrado director del Museo de Artes Populares de Bellas Artes continuó diseñando escenografías, organizando talleres, fundado museos y publicando en México. A mediados de 1948 decoró el Cocktail Lounge del Hotel del Prado en la Ciudad de México, posteriormente publicó en 1950 Retablos mexicanos y dos años después editó un álbum de veinte dibujos prolongado por Alfonso Reyes. Decoró el Banco de Comercio, el frontón del Teatro Degollado en Guadalajara con un relieve llamado Apolo y las musas, que fue luego recubierto con mosaicos y destruido en 1963. Al siguiente año diseñó un mosaico para decorar la Casa de las Artesanías de Guadalajara titulado La Muerte de las artesanías. En 1967 recibió el Premio Nacional de Artes.
Murió el 13 de octubre de 1968 a causa de una enfermedad cardiovascular en Morelia, Michoacán. El pintor viajaba en tren de Uruapan a la Ciudad de México cuando sufrió un infarto, fue atendido en la clínica del ISSSTE de la capital michoacana donde falleció. Fue luego trasladado a la Ciudad de México donde fue velado y sepultado.
En el periódico Heraldo Michoacano se reportó su muerte el 15 de octubre de la siguiente manera:
```
   
"Murió en esta ciudad, el día 13, el gran pintor Roberto Montenegro"
```

```
    Cuando viajaba por ferrocarril de Uruapan, a México, el famoso pintor mexicano Roberto Montenegro, sufrió un paro cardiaco y unas horas después falleció en la clínica del ISSSTE de esta ciudad de Morelia.
```

```
    Los informes obtenidos indican que el conocido pintor mexicano, que tantos luaros cosechara a través de su fructífera carrera artística, salió el domingo en la noche de Uruapan a México. Poco antes de llegar a Morelia le vino un infarto.
```

```
    Todavía con vida fue bajado el pintor por las personas que lo acompañaban lo bajaron en la estación siendo conducido a la clínica mencionada donde murió cerca de las 24 horas.
```

```
    El cadáver de Roberto Montenegro fue llevado ayer a las 18:45 a la capital de la República, donde será sepultado el día de hoy.
```

```
    La noticia de la muerte del afamado pintor al ser conocida causó gran consternación en los medios artísticos, tanto local como nacionales.
```